# Paroldo
Paroldo (Paròd in piemontese) è un comune italiano di 186 abitanti della provincia di Cuneo in Piemonte.

## Storia

### Simboli
Lo stemma del Comune di Paroldo è stato concesso con decreto del presidente della Repubblica del 28 settembre 2007.
Il gonfalone è un drappo di giallo.

## Società

### Evoluzione demografica
Abitanti censiti

## Amministrazione

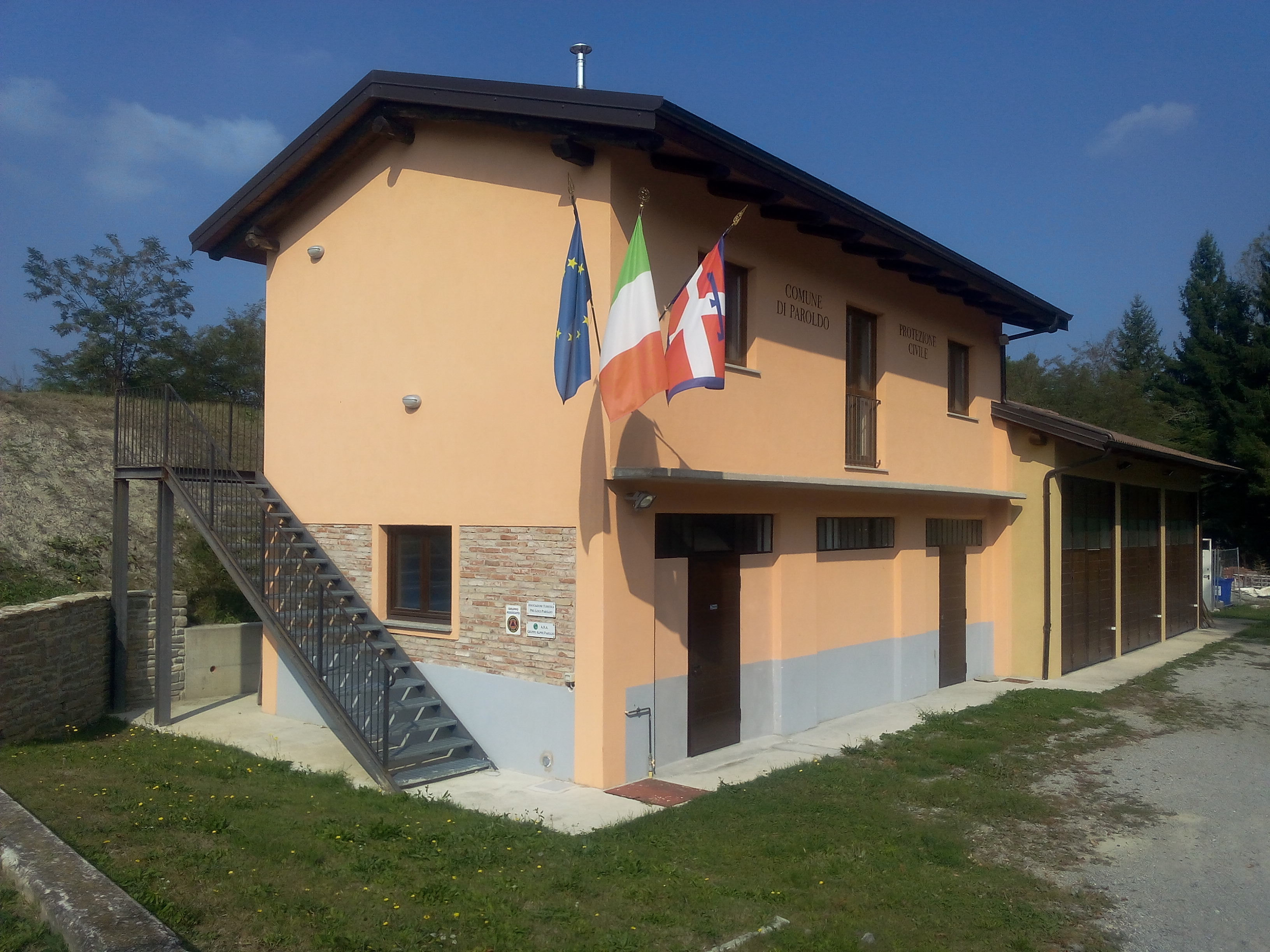
Il municipio

Di seguito è presentata una tabella relativa alle amministrazioni che si sono succedute in questo comune.
| Periodo        | Periodo        | Primo cittadino    | Partito                    | Carica  | Note  |
| -------------- | -------------- | ------------------ | -------------------------- | ------- | ----- |
| 25 giugno 1985 | 5 giugno 1990  | Vittorio Rizzo     | -                          | Sindaco | [ 6 ] |
| 5 giugno 1990  | 24 aprile 1995 | Pietro Carlo Adami | lista civica               | Sindaco | [ 6 ] |
| 24 aprile 1995 | 14 giugno 1999 | Pietro Carlo Adami | centro                     | Sindaco | [ 6 ] |
| 14 giugno 1999 | 14 giugno 2004 | Pietro Carlo Adami | lista civica               | Sindaco | [ 6 ] |
| 14 giugno 2004 | 8 giugno 2009  | Liliana Muratore   | lista civica               | Sindaco | [ 6 ] |
| 8 giugno 2009  | 26 maggio 2014 | Pietro Carlo Adami | lista civica               | Sindaco | [ 6 ] |
| 26 maggio 2014 | 27 maggio 2019 | Pietro Carlo Adami | lista civica Paroldo unica | Sindaco | [ 6 ] |
| 27 maggio 2019 | in carica      | Pietro Carlo Adami | lista civica Paroldo unica | Sindaco | [ 6 ] |

### Altre informazioni amministrative
Il comune apparteneva alla Comunità montana Alta Langa e Langa delle Valli Bormida e Uzzone.